# Kamalpur (Bhopal)
Kamalpur fou una giràsia (un territori sota un cap) garantida pels britànics i feudataria de Gwalior. Formava part de l'Agència de Bhopal. El seu sobirà Thakur Madan Singh, un rajput bargujar, rebia una thankha (un pagament en metàl·lic concedit en lloc de drets sobre terres) de la dinastia Sindhia de Gwalior, que pujava a 460 lliures, que es pagava per mitjà de l'agent polític. També exercia control sobre un poble a Shujawalpur, sota garantia britànica, lliure de renda. L'estat tenia 21 km² i 589 habitants.